# Ezechiele Leandro
Ezechiele Leandro (Lequile, 10 aprile 1905 – San Cesario di Lecce, 17 febbraio 1981) è stato un pittore, scultore e poeta italiano, vissuto nel Salento.

## Biografia

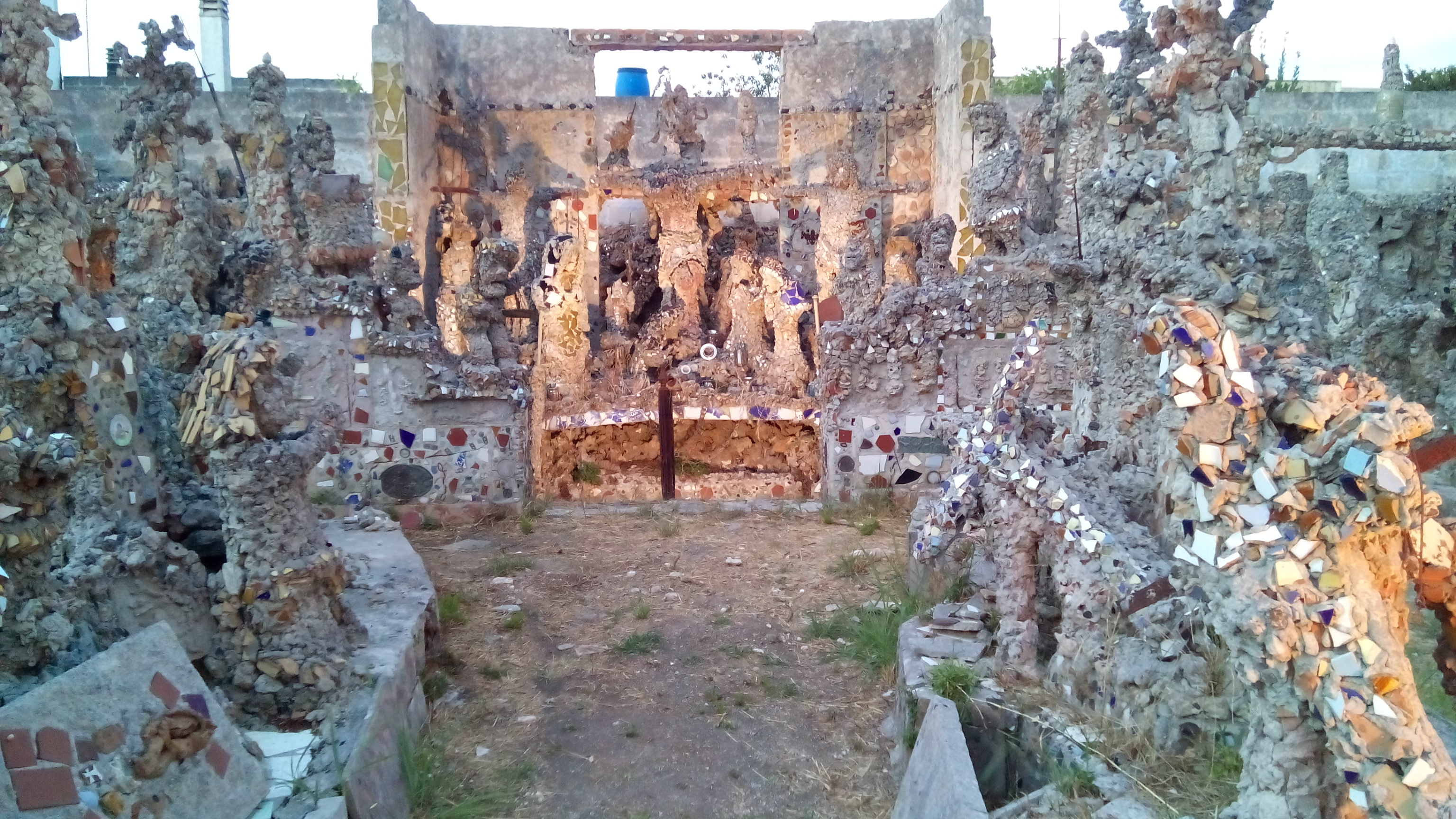
Scorcio del Santuario della Pazienza a San Cesario

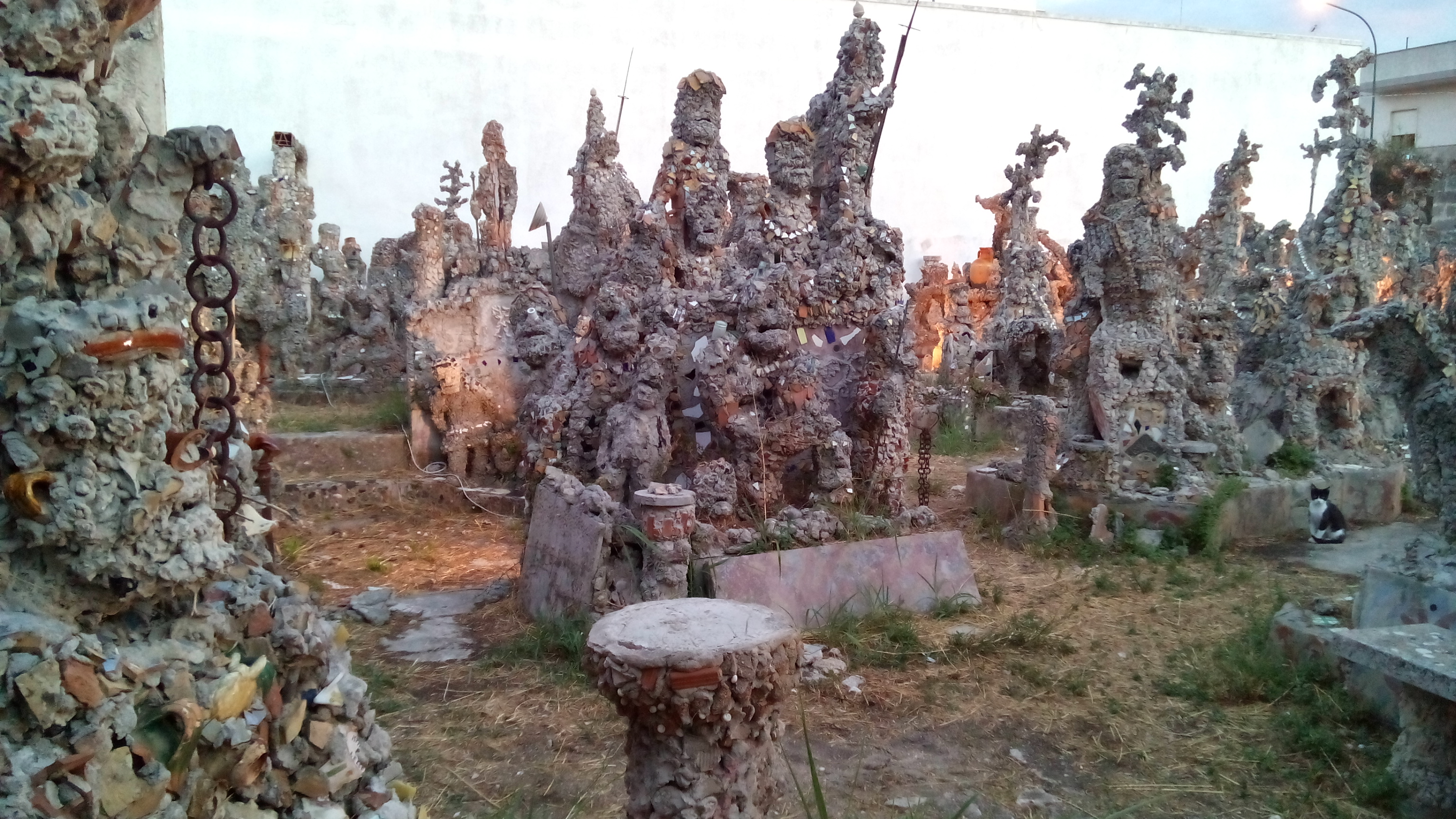
Scorcio del Santuario della Pazienza a San Cesario

Trovatello, gli viene imposto il nome di Ezechiele Leandro e subito affidato a baliatico. Fino al 1916 frequenta alcune classi delle scuole elementari e lavora come pastore.
Il 14 novembre 1916 Giovanna Ciurlia riconosce Leandro come proprio figlio (senza però potergli dare il cognome) e viene chiuso in convento presso i frati.
Nel 1921 parte per il servizio militare. Nel 1933 sposa Francesca Martina e si trasferisce a San Cesario di Lecce.
Dal matrimonio nascono Maria Pia, Ines, Anna e Angelo affetto da sindrome di Down. Per far fronte ai problemi economici trova lavoro come minatore dapprima in Africa, dove rimane venti mesi, e poi in Germania.
Nel 1939 viene richiamato alle armi e assegnato alla caserma della Guardia di Finanza di Mare nel 1941 a Matera, dove si trasferisce con la famiglia che lo segue due anni dopo a San Cesario, essendo stato destinato in forze a Galatina. Nel 1946 apre un'officina di affitto, riparazione e vendita di biciclette, e lavora anche come cementista e incrementa l'attività di rottamaio. Acquista il terreno in via Cerundolo e inizia la costruzione della sua casa (oggi Casa Museo) e trasferisce a Lecce la sua attività di rottamaio che si è notevolmente incrementata.
Dal 1957, dopo aver sperimentato la scultura, decide di cimentarsi nella pittura.
Partecipa a vari concorsi, e la TV italiana si occupa di lui nel 1962, quando inizia la costruzione del "Santuario della Pazienza" nel 1969. Nel 1970 è sconvolto dalla perdita della moglie. L'anno dopo espone a Londra, alla Galleria '70 di Lecce, e partecipa a diverse collettive e personali in tutta Italia ed è a Roma tra i "90 Artisti in Via Frattina". Incontra per un'intervista sulla Gazzetta del Mezzogiorno Antonio Verri, sarà l'inizio di una lunga amicizia.
Nel 1972 apre a Lecce la Galleria Leandro e poco tempo dopo espone alla galleria comunale Il Sedile di Lecce. Si occupano di lui Toti Carpentieri e Renzo Margonari e anche la RAI TV, che trasmette un altro servizio. Intanto i rapporti con alcuni suoi concittadini si fanno sempre più ostili al punto che nel 1973 è costretto a sopraelevare il muro di cinta del giardino per difendere sé stesso e le sue opere dalle continue aggressioni di chi considera Leandro un "pazzo" creatore di "mostri, pupi" contro i quali addirittura si arriva a chiedere in una petizione di firme che vengano rasi a suolo. Nel frattempo però Leandro riceve riconoscimenti in campo internazionale e continua le sue esposizioni su tutto il territorio nazionale e poi in un tour europeo che lo porta a Lione, Londra, Parigi, Bruxelles, Strasburgo, Berlino e Marsiglia.
Il 12 ottobre 1975 inaugura "Il Santuario della Pazienza", Museo Leandro San Cesario di Lecce. Recensito da importanti testate giornalistiche e cataloghi d'arte, riceve il titolo di Accademico dell'Accademia Tiberina di Roma, vince numerosi premi e nel 1977 pubblica il suo primo libro, La creazione degli angeli e il peccato di Adamo ed Eva, e nell 1980 per il libro Sentite questo viene nominato dall'Accademia Internazionale di lettere Arti e Scienze di Bologna "Accademico d'onore a vita". Prepara con la collaborazione del Comune di San Cesario e il Quotidiano di Lecce la grande mostra fissata per il febbraio del nuovo anno presso il Museo d'Arte Contemporanea di San Cesario, ma muore il 17 febbraio 1981.